# La Tuile
Pour les articles homonymes, voir Tuile (homonymie).
Pour les articles ayant des titres homophones, voir Lathuile et La Thuile.
Cet article possède un paronyme, voir Lathuille.
La Tuile est un magazine mensuel satirique paraissant dans le canton du Jura de 1971 à 2023.

## Origine et ligne éditoriale
La Tuile est créée en septembre 1971, par Pierre-André Marchand qui en le rédacteur en chef, pour soutenir le combat pour un canton du Jura indépendant.
Le mensuel se distingue par son ton humoristique et peu respectueux, raillant fréquemment les puissants,.
La Tuile a aussi dénoncé divers scandales publics, ce qui a valu une quinzaine de procès à Pierre-André Marchand.
Le mensuel tirait en 2005 à 1600 exemplaires.
Son dernier numéro paraît le 23 août 2023.

## Plumes
Outre Pierre-André Marchand, de nombreux caricaturistes ont participé et/ou dessinent toujours dans La Tuile, dont Martial Leiter, Gérard Bregnard, Jean-Louis Baume, Rémy Grosjean, François Maret et Guznag.